# 최성룡
최성룡(崔成龍, 1950년 5월 4일 ~ )은 전남 영암 출신의 대한민국의 공무원이다. 제1기 소방간부후보생으로 1977년 11월 26일 임용되어 전남소방본부장, 중앙소방학교장, 서울소방재난본부장을 역임하였다. 퇴직 후 대불대학교 소방행정학과 교수로 재직 중 2008년 3월 8일 소방방재청장으로 임명되었다.

## 학력
- 1969년 2월 : 나주종합고등학교
- 1990년 3월 : 방송통신대 행정학 학사
- 1998년 8월 : 전남대 행정대학원 행정학 석사
- 2007년 2월 : 호서대 일방행정대학원 행정학 박사

## 경력
- 1977년 11월 : 전라남도 목포소방서 방호과
- 1980년 7월 : 강원도 동해소방서, 내무부 방호과
- 1984년 12월 : 대구중부소방서, 광주소방서 방호과장
- 1989년 7월 : 전남소방과장, 목포·광주동부서장
- 1995년 5월 : 전남소방본부장
- 1999년 5월 : 행정자치부 방호과장
- 2000년 7월 : 중앙소방학교장
- 2002년 11월 : 서울소방방재본부장
- 2004년 1월 : 소방방재청 소방혁신기획단 파견
- 2005년 3월 : 대불대 소방행정학 교수
- 2008년 3월 : 소방방재청 청장

| 전임 문원경 | 제3대 소방방재청장 2008년 3월 8일 ~ 2009년 10월 13일 | 후임 박연수 |